# Leptotarsus (Macromastix) mesocerus
Leptotarsus (Macromastix) mesocerus is een tweevleugelige uit de familie langpootmuggen (Tipulidae). De soort komt voor in het Australaziatisch gebied.